# 해운대관광고등학교
해운대관광고등학교(海雲臺觀光高等學校)는 대한민국 부산광역시 해운대구 우동에 있는 사립 고등학교이다.

## 학교 연혁
- 1972년 6월 17일 : 학교법인 기식학원 설립 인가
- 1972년 12월 29일 : 해운대여자상업고등학교 인가(9학급)
- 1973년 8월 5일 : 본관 4층 16개 교실 완공, 개교
- 1975년 10월 22일 : 허동룡 이사장 취임
- 1975년 11월 24일 : 학교법인 동룡학원으로 명칭 변경
- 1979년 11월 24일 : 36학급으로 학칙 변경
- 1986년 10월 16일 : 1부 45학급, 2부 18학급으로 학칙 변경
- 1988년 5월 21일 : 허인구 이사장 취임
- 1998년 8월 19일 : 동신관광정보고등학교로 교명 변경 및 남녀공학 인가
- 2001년 3월 15일 : 해운대관광고등학교로 교명 변경 및 관광특성화 고교 개교(공통계열 12학급, 인터넷 여행정보과 6학급, 관광조리과 6학급, 관광외국어과 6학급, 레저스포츠과 6학급)
- 2002년 3월 1일 : 해운대관광고등학교 개교
- 2002년 6월 18일 : 관광종합실습동 준공(골프연습장, 한식조리실, 제과제빵실습실, 여행업무실습실, 카지노실습실, 호텔실습실, 멀티어학실습실, 응급처치실습실, 체력단련실, 무용실)
- 2006년 5월 10일 : 골프부, 볼링부 창단
- 2006년 7월 10일 : 학과 개편(인터넷여행정보과 > 관광컨벤션과)
- 2010년 3월 1일 : 학칙변경(1학년 10학급, 2학년 10학급, 3학년 10학급)
- 2024년 2월 8일 :  제48회 졸업식(졸업생 수 132명, 졸업생 총수 22,324명)
- 2024년 3월 1일 : 제20대 박경흠 교장 취임
- 2024년 3월 4일 : 제52회 입학식(입학생 수 165명)

## 설치 학과
- 공통과정(전문계)
- 관광경영과
- 관광외국어과
- 관광조리과

## 참고 자료
- 해운대관광고등학교 - 한국교육학술정보원 학교알리미